# المجلة الأمريكية للصحة العامة
المجلة الأمريكية للصحة العامة أو  American Journal of Public Health Theهي مجلة شهرية تخضع لمُراجعة الأقران من قبل الجمعيات الأميريكية للصحة العامة وتُغطي الأمور المتعلقة بسياسات الصحة العامة. تأسست المجلة عام 1911، وتتمثل رسالتها المعلنة في "النهوض بأبحاث الصحة العامة وسياساتها وممارساتها وتعليمها". تنشر المجلة أحيانًا ملاحق إضافية موضوعية. رئيس التحرير الحالي هو ألفريدو مورابيا.

## معيار التلقي "Reception"
أُدرجت المجلة ضمن أكثر 100 مجلة مؤثرة في علم الأحياء والطب على مدار المائة عام الماضية وذلك في تصنيف رابطة المكتبات الخاصة. ووفقًا لتقارير الخاصة بالاستشهاد في المجلات الأكاديمية، فإن المجلة حازت على معامل تأثير بلغ 11.576 لعام 2021.

## رؤساء التحرير
هذه قائمة تضمُّ جميع رؤساء التحرير من لحظة إنشاء المجلة إلى يومنا هذا:
- بيرت ريكاردز (1911-1911).
- ليفينجستون فاراند (1912-1913).
- سيلسكار جان (1914-1916).
- آرثر هيدريش (1917-1922).
- مازيك رافينيل (1924-1940).
- هاري ماسترد (1941-1944).
- تشارلز إدوارد أ. وينسلو (1944-1954).
- أبيل وولمان (1954-1957).
- جورج روزن (1957-1973).
- ألفريد يانكاور (1975-1990).
- ميشيل إبراهيم (1990-1991).
- ميرفين سوسر (1992-1998).
- ماري نورثريدج (1998-2015).
- ألفريدو مورابيا (2015_ الآن).[5]

## روابط خارجية
الموقع الرسمي للمجلة.